# Boissy-sous-Saint-Yon
Boissy-sous-Saint-Yon ist eine französische Gemeinde mit 3855 Einwohnern (Stand: 1. Januar 2022) im Département Essonne in der Region Île-de-France; sie gehört zum Arrondissement Étampes und zum Kanton Arpajon. Die Einwohner heißen Buxéens.

## Geographie
Boissy-sous-Saint-Yon liegt etwa 28 Kilometer südsüdwestlich von Paris. Umgeben wird Boissy-sous-Saint-Yon von den Nachbargemeinden Égly im Norden, Avrainville im Osten, Torfou im Südosten, Mauchamps im Süden, Saint-Sulpice-de-Favières im Südwesten sowie Saint-Yon im Westen.
Durch die Gemeinde führt die Route nationale 20.

## Bevölkerungsentwicklung
| Jahr      | 1962 | 1968 | 1975 | 1982 | 1990 | 1999 | 2006 | 2011 |
| Einwohner | 810  | 1017 | 1211 | 2543 | 3309 | 3566 | 3631 | 3713 |

## Sehenswürdigkeiten
Siehe auch: Liste der Monuments historiques in Boissy-sous-Saint-Yon
- Kirche Saint-Thomas-Becket, seit 1948 Monument historique
- Domäne Tourelles, seit 1977 Monument historique
- Haus Courbette aus dem 17. Jahrhundert

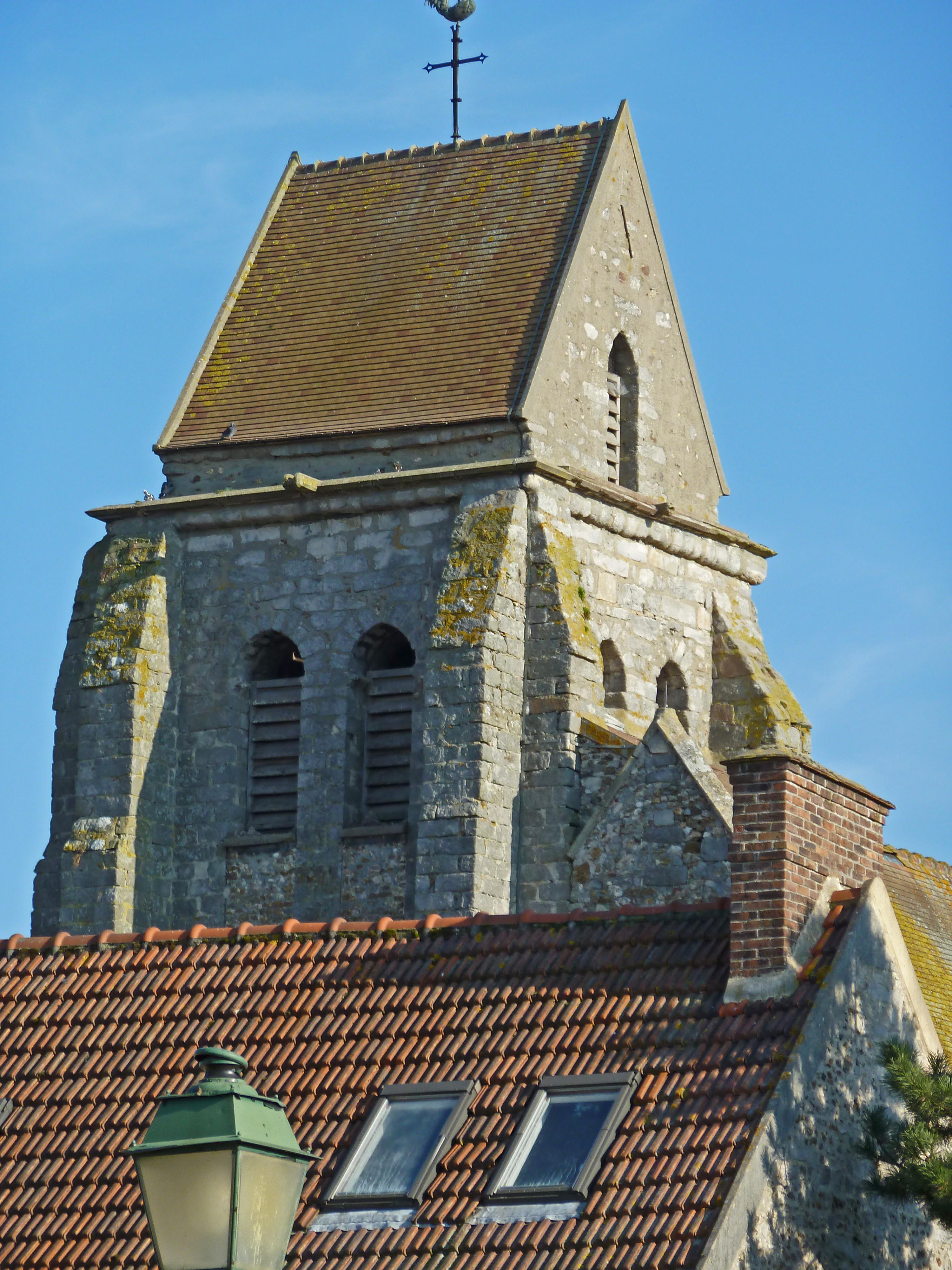
Kirche Saint-Thomas-Becket

## Gemeindepartnerschaften
Mit der britischen Gemeinde Colney Heath in Hertfordshire (England) besteht seit 1982 eine Partnerschaft.

## Sonstiges
Berühmteste Tochter der Gemeinde war die Schauspielerin Marie-Anne-Renée-Adèle Macaire Moreau de Comagny (1778–1864), die als Mademoiselle Hervey in Paris große Bekanntheit hatte.